# Campeonato Mundial de Badminton de 2005 - Duplas Masculinas
Campeonato Mundial de Badminton de 2005 - Simples Masculino
Campeonato Mundial de Badminton de 2005 - Duplas Masculinas
Campeonato Mundial de Badminton de 2005 - Simples Feminino
Campeonato Mundial de Badminton de 2005 - Duplas Femininas
Campeonato Mundial de Badminton de 2005 - Duplas Mistas

## Cabeças-de-chave
1. Jens Eriksen / Martin Lundgaard Hansen, Quartas-de-final
2. Candra Wijaya / Sigit Budiarto, Vice-Campeões
3. Fu Haifeng / Cai Yun, Terceira Rodada
4. Luluk Hadiyanto / Alvent Yulianto, Semifinal
5. Lars Paaske / Jonas Rasmussen, Quartas-de-final
6. Mathias Boe / Carsten Mogensen, Terceira Rodada
7. Jung Jae-sung / Lee Jae-jin, Quartas-de-final
8. Chew Choon Eng / Choong Tan Fook, Terceira Rodada
9. Chan Chong Ming / Koo Kien Keat, Semifinal
10. Flandy Limpele / Eng Hian, Quartas-de-final
11. Thomas Laybourn / Peter Steffensen, Terceira Rodada
12. Mohd Fairuzizi Mohd Tazari / Lin Woon Fui, Terceira Rodada
13. Tony Gunawan / Howard Bach, Campeões
14. Tan Bin Shen / Ong Soon Hock, Terceira Rodada
15. Liu Kwok Wa / Albertus Susanto Njoto, Terceira Rodada
16. Michał Łogosz / Robert Mateusiak, Terceira Rodada

## Resultados

### Última Fase
|  | Quartas de final | Quartas de final                     | Quartas de final                | Quartas de final             | Quartas de final |                                 |                               | Semifinais                    | Semifinais | Semifinais | Semifinais | Semifinais |  |  | Final                    | Final                    | Final | Final | Final |
|  |                  |                                      |                                 |                              |                  |                                 |                               |                               |            |            |            |            |  |  |                          |                          |       |       |       |
|  | 1                | Jens Eriksen Martin Lundgaard Hansen | 9                               | 10                           |                  |                                 |                               |                               |            |            |            |            |  |  |                          |                          |       |       |       |
|  | 9/16             | Tony Gunawan Howard Bach             | 15                              | 15                           |                  |                                 |                               |                               |            |            |            |            |  |  |                          |                          |       |       |       |
|  | 9/16             | Tony Gunawan Howard Bach             | 15                              | 15                           |                  | Tony Gunawan Howard Bach        | Tony Gunawan Howard Bach      | 15                            | 15         |            |            |            |  |  |                          |                          |       |       |       |
|  |                  |                                      |                                 |                              |                  | Tony Gunawan Howard Bach        | Tony Gunawan Howard Bach      | 15                            | 15         |            |            |            |  |  |                          |                          |       |       |       |
|  |                  | Luluk Hadiyanto Alvent Yulianto      | Luluk Hadiyanto Alvent Yulianto | 9                            | 13               |                                 |                               |                               |            |            |            |            |  |  |                          |                          |       |       |       |
|  | 3/4              | Luluk Hadiyanto Alvent Yulianto      | Luluk Hadiyanto Alvent Yulianto | 9                            | 13               | Luluk Hadiyanto Alvent Yulianto | 15                            | 12                            | 15         |            |            |            |  |  |                          |                          |       |       |       |
|  | 3/4              |                                      |                                 |                              |                  | Luluk Hadiyanto Alvent Yulianto | 15                            | 12                            | 15         |            |            |            |  |  |                          |                          |       |       |       |
|  | 5/8              | Jung Jae-sung Lee Jae-jin            | 5                               | 15                           | 7                |                                 |                               |                               |            |            |            |            |  |  |                          |                          |       |       |       |
|  |                  |                                      |                                 |                              |                  |                                 |                               |                               |            |            |            |            |  |  | Tony Gunawan Howard Bach | Tony Gunawan Howard Bach | 15    | 10    | 15    |
|  |                  |                                      | Candra Wijaya Sigit Budiarto    | Candra Wijaya Sigit Budiarto | 11               | 15                              | 11                            |                               |            |            |            |            |  |  |                          |                          |       |       |       |
|  | 9/16             | Flandy Limpele Eng Hian              | 15                              | 12                           | 10               |                                 |                               |                               |            |            |            |            |  |  |                          |                          |       |       |       |
|  | 9/16             | Chan Chong Ming Koo Kien Keat        | 6                               | 15                           | 15               |                                 |                               |                               |            |            |            |            |  |  |                          |                          |       |       |       |
|  | 9/16             | Chan Chong Ming Koo Kien Keat        | 6                               | 15                           | 15               |                                 | Chan Chong Ming Koo Kien Keat | Chan Chong Ming Koo Kien Keat | 9          | 11         |            |            |  |  |                          |                          |       |       |       |
|  |                  |                                      |                                 |                              |                  |                                 | Chan Chong Ming Koo Kien Keat | Chan Chong Ming Koo Kien Keat | 9          | 11         |            |            |  |  |                          |                          |       |       |       |
|  |                  | Candra Wijaya Sigit Budiarto         | Candra Wijaya Sigit Budiarto    | 15                           | 15               |                                 |                               |                               |            |            |            |            |  |  |                          |                          |       |       |       |
|  | 5/8              | Candra Wijaya Sigit Budiarto         | Candra Wijaya Sigit Budiarto    | 15                           | 15               | Lars Paaske Jonas Rasmussen     | 10                            | 15                            | 9          |            |            |            |  |  |                          |                          |       |       |       |
|  | 5/8              |                                      |                                 |                              |                  | Lars Paaske Jonas Rasmussen     | 10                            | 15                            | 9          |            |            |            |  |  |                          |                          |       |       |       |
|  | 2                | Candra Wijaya Sigit Budiarto         | 15                              | 11                           | 15               |                                 |                               |                               |            |            |            |            |  |  |                          |                          |       |       |       |